# Velòdroms de Mallorca

Aquesta entrada recull les pistes dedicades a la pràctica del ciclisme en pista a Mallorca, des dels inicis d'aquesta disciplina esportiva l'any 1892 fins a l'actualitat.

## Quadre de pistes per terme municipal
El quadre engloba velòdroms, voltadores (és a dir, pistes estructuralment més senzilles) i altres espais habilitats transitòriament per a la disputa de proves ciclistes.
| Municipi        | Pista                                                | Inauguració           | Activitat                       | Situació actual                  | Ubicació                                           |
| --------------- | ---------------------------------------------------- | --------------------- | ------------------------------- | -------------------------------- | -------------------------------------------------- |
| Alaró           | No va existir-ne cap                                 | No va existir-ne cap  | No va existir-ne cap            | No va existir-ne cap             | No va existir-ne cap                               |
| Alcúdia         | No va existir-ne cap                                 | No va existir-ne cap  | No va existir-ne cap            | No va existir-ne cap             | No va existir-ne cap                               |
| Algaida         | Sa Torre Nova                                        | 1 d'agost de 1926     | ca. 1926                        | Desapareguda                     |                                                    |
| Algaida         | Hípica de Binicomprat                                | Sense dades           | ca. 1945                        | Desapareguda                     |                                                    |
| Algaida         | Velòdrom Andreu Oliver                               | 25 de juliol de 1975  | 1975–1995                       | Sense activitat                  | 39° 33′ 55″ N, 2° 53′ 28″ E / 39.56528°N,2.89111°E |
| Andratx         | No va existir-ne cap                                 | No va existir-ne cap  | No va existir-ne cap            | No va existir-ne cap             | No va existir-ne cap                               |
| Ariany          | No va existir-ne cap                                 | No va existir-ne cap  | No va existir-ne cap            | No va existir-ne cap             | No va existir-ne cap                               |
| Artà            | Velòdrom de Son Taiet                                | 17 d'octubre de 1926  | 1926–1941                       | Desapareguda                     | 39° 41′ 22″ N, 3° 20′ 46″ E / 39.68944°N,3.34611°E |
| Artà            | Sa Pista                                             | 8 de juny de 1957     | 1957–1964                       | Desapareguda                     | 39° 41′ 28″ N, 3° 21′ 18″ E / 39.69111°N,3.35500°E |
| Banyalbufar     | No va existir-ne cap                                 | No va existir-ne cap  | No va existir-ne cap            | No va existir-ne cap             | No va existir-ne cap                               |
| Binissalem      | Voltadora                                            | Sense dades           | 1955–1956                       | Desapareguda                     |                                                    |
| Búger           | No va existir-ne cap                                 | No va existir-ne cap  | No va existir-ne cap            | No va existir-ne cap             | No va existir-ne cap                               |
| Bunyola         | No va existir-ne cap                                 | No va existir-ne cap  | No va existir-ne cap            | No va existir-ne cap             | No va existir-ne cap                               |
| Calvià          | No va existir-ne cap                                 | No va existir-ne cap  | No va existir-ne cap            | No va existir-ne cap             | No va existir-ne cap                               |
| Campanet        | No va existir-ne cap                                 | No va existir-ne cap  | No va existir-ne cap            | No va existir-ne cap             | No va existir-ne cap                               |
| Campos          | Velòdrom de Campos                                   | 21 d'abril de 1935    | 1935–2003                       | Sense activitat                  | 39° 25′ 31″ N, 3° 01′ 29″ E / 39.42528°N,3.02472°E |
| Capdepera       | No va existir-ne cap                                 | No va existir-ne cap  | No va existir-ne cap            | No va existir-ne cap             | No va existir-ne cap                               |
| Consell         | Voltadora de Can Noi                                 | Sense dades           | 1942–1944                       | Desapareguda                     |                                                    |
| Costitx         | No va existir-ne cap                                 | No va existir-ne cap  | No va existir-ne cap            | No va existir-ne cap             | No va existir-ne cap                               |
| Deià            | No va existir-ne cap                                 | No va existir-ne cap  | No va existir-ne cap            | No va existir-ne cap             | No va existir-ne cap                               |
| Escorca         | No va existir-ne cap                                 | No va existir-ne cap  | No va existir-ne cap            | No va existir-ne cap             | No va existir-ne cap                               |
| Esporles        | Sa Voltadora                                         | 1958                  | 1958–1962                       | Desapareguda                     | 39° 39′ 48″ N, 2° 34′ 43″ E / 39.66333°N,2.57861°E |
| Estellencs      | No va existir-ne cap                                 | No va existir-ne cap  | No va existir-ne cap            | No va existir-ne cap             | No va existir-ne cap                               |
| Felanitx        | Puig de Sant Nicolau                                 | 28 d'agost de 1892    | 1892–1894                       | Desapareguda                     | 39° 27′ 57″ N, 3° 08′ 29″ E / 39.46583°N,3.14139°E |
| Felanitx        | Club Ciclista Felanigense                            | 2 de gener de 1899    | 1899–1901                       | Desapareguda                     | 39° 28′ 16″ N, 3° 08′ 36″ E / 39.47111°N,3.14333°E |
| Felanitx        | Voltadora de sa Torre                                | 1 d'abril de 1929     | 1928–1929                       | Desapareguda                     | 39° 28′ 12″ N, 3° 09′ 18″ E / 39.47000°N,3.15500°E |
| Fornalutx       | No va existir-ne cap                                 | No va existir-ne cap  | No va existir-ne cap            | No va existir-ne cap             | No va existir-ne cap                               |
| Inca            | Velòdrom d'Inca                                      | 29 de maig de 1898    | 1898–1900                       | Desapareguda                     | 39° 43′ 19″ N, 2° 54′ 50″ E / 39.72194°N,2.91389°E |
| Lloret          | No va existir-ne cap                                 | No va existir-ne cap  | No va existir-ne cap            | No va existir-ne cap             | No va existir-ne cap                               |
| Lloseta         | Voltadora de Son Batle                               | 29 d'agost de 1926    | ca. 1926                        | Desapareguda                     | 39° 43′ 18″ N, 2° 52′ 32″ E / 39.72167°N,2.87556°E |
| Llubí           | Voltadora de Ses Comes                               | Sense dades           | ca. 1946                        | Desapareguda                     | 39° 41′ 45″ N, 3° 00′ 10″ E / 39.69583°N,3.00278°E |
| Llucmajor       | S'Hort des Frares                                    | 17 d'octubre de 1897  | 1897–1901                       | Desapareguda                     |                                                    |
| Llucmajor       | Monestir Park                                        | 18 d'octubre de 1914  | 1914–1916                       | Desapareguda                     | 39° 29′ 16″ N, 2° 53′ 41″ E / 39.48778°N,2.89472°E |
| Llucmajor       | Velòdrom de Cap Blanc                                | 14 de juny de 1925    | 1925–1943                       | Desapareguda                     | 39° 29′ 09″ N, 2° 53′ 11″ E / 39.48583°N,2.88639°E |
| Llucmajor       | Hípica de Son Torra                                  | Sense dades           | 1956–1958                       | Desapareguda                     | 39° 28′ 58″ N, 2° 54′ 12″ E / 39.48278°N,2.90333°E |
| Manacor         | Velòdrom de Manacor                                  | 28 de maig de 1893    | 1893–1954                       | Desapareguda                     | 39° 34′ 16″ N, 3° 11′ 45″ E / 39.57111°N,3.19583°E |
| Manacor         | Voltadora Torre dels Enagistes                       | desembre de 2005      | 2005–                           | En actiu                         | 39° 33′ 30″ N, 3° 13′ 00″ E / 39.55833°N,3.21667°E |
| Mancor          | No va existir-ne cap                                 | No va existir-ne cap  | No va existir-ne cap            | No va existir-ne cap             | No va existir-ne cap                               |
| Maria           | No va existir-ne cap                                 | No va existir-ne cap  | No va existir-ne cap            | No va existir-ne cap             | No va existir-ne cap                               |
| Marratxí        | No va existir-ne cap                                 | No va existir-ne cap  | No va existir-ne cap            | No va existir-ne cap             | No va existir-ne cap                               |
| Montuïri        | Can Tamos (1942), Son Vanrell (1943), des Dau (1946) | Sense dades           | ca. 1942-1946                   | Desaparegudes                    |                                                    |
| Muro            | Voltadora                                            | Sense dades           | ca. 1948                        | Desapareguda                     |                                                    |
| Palma           | Velòdrom de Son Espanyolet                           | 4 de juny de 1893     | 1893–1903                       | Desapareguda en 1911             | 39° 34′ 34″ N, 2° 38′ 09″ E / 39.57611°N,2.63583°E |
| Palma           | Velòdrom de Tirador                                  | 10 d'agost de 1903    | 1903–1973                       | Inactiva. Pendent de rehabilitar | 39° 34′ 42″ N, 2° 38′ 39″ E / 39.57833°N,2.64417°E |
| Palma           | Velòdrom de Son Moix                                 | 5 de juny de 1987     | 1987–                           | En actiu                         | 39° 35′ 18″ N, 2° 37′ 44″ E / 39.58833°N,2.62889°E |
| Palma           | Palma Arena                                          | 29 de març de 2007    | 2007–                           | En actiu                         | 39° 35′ 17″ N, 2° 38′ 35″ E / 39.58806°N,2.64306°E |
| Petra           | Voltadora de na Capitana                             | Sense dades           | 1954–1957                       | Desapareguda                     | 39° 36′ 54″ N, 3° 07′ 06″ E / 39.61500°N,3.11833°E |
| Sa Pobla        | Voltadora Plaça Major                                | juliol de 1897        | ca. 1897                        | Construcció efímera              | 39° 46′ 10″ N, 3° 01′ 27″ E / 39.76944°N,3.02417°E |
| Pollença        | Voltadora de sa Torre Nova                           | juliol de 1897        | ca. 1897                        | Construcció efímera              |                                                    |
| Pollença        | Voltadora de Ca n'Escarrinxo                         | 29 de juny de 1963    | 1963–1966                       | Desapareguda                     | 39° 53′ 06″ N, 3° 01′ 15″ E / 39.88500°N,3.02083°E |
| Porreres        | Voltadora                                            | Sense dades           | ca. 1949                        | Desapareguda                     |                                                    |
| Puigpunyent     | No va existir-ne cap                                 | No va existir-ne cap  | No va existir-ne cap            | No va existir-ne cap             | No va existir-ne cap                               |
| Ses Salines     | Voltadora de Ses Salines                             | 1 de desembre de 2002 | 2002–                           | En actiu                         | 39° 20′ 27″ N, 3° 03′ 52″ E / 39.34083°N,3.06444°E |
| Sant Joan       | Voltadora                                            | Sense dades           | ca. 1956                        | Desapareguda                     |                                                    |
| Sant Llorenç    | Voltadora de sa Cova                                 | 1 d'agost de 1926     | 1926–1927, 1933–1934, 1947–1949 | Desapareguda                     |                                                    |
| Sant Llorenç    | Voltadora des Moleter                                | 18 de juliol de 1957  | 1955–1965                       | Desapareguda                     | 39° 36′ 46″ N, 3° 16′ 56″ E / 39.61278°N,3.28222°E |
| Sant Llorenç    | Voltadora de Son Carrió                              | Sense dades           | ca. 1956                        | Desapareguda                     | 39° 35′ 25″ N, 3° 19′ 20″ E / 39.59028°N,3.32222°E |
| Santa Eugènia   | No va existir-ne cap                                 | No va existir-ne cap  | No va existir-ne cap            | No va existir-ne cap             | No va existir-ne cap                               |
| Santa Margalida | No va existir-ne cap                                 | No va existir-ne cap  | No va existir-ne cap            | No va existir-ne cap             | No va existir-ne cap                               |
| Santa Maria     | Velòdrom de Ca n'Andria                              | 1936                  | 1936–1991                       | Sense activitat                  | 39° 38′ 51″ N, 2° 46′ 07″ E / 39.64750°N,2.76861°E |
| Santanyí        | No va existir-ne cap                                 | No va existir-ne cap  | No va existir-ne cap            | No va existir-ne cap             | No va existir-ne cap                               |
| Selva           | No va existir-ne cap                                 | No va existir-ne cap  | No va existir-ne cap            | No va existir-ne cap             | No va existir-ne cap                               |
| Sencelles       | No va existir-ne cap                                 | No va existir-ne cap  | No va existir-ne cap            | No va existir-ne cap             | No va existir-ne cap                               |
| Sineu           | Velòdrom Francesc Alomar                             | 6 de juliol de 1952   | 1952-                           | En actiu                         | 39° 38′ 36″ N, 3° 00′ 08″ E / 39.64333°N,3.00222°E |
| Sóller          | No va existir-ne cap                                 | No va existir-ne cap  | No va existir-ne cap            | No va existir-ne cap             | No va existir-ne cap                               |
| Son Servera     | Voltadora la Moderna                                 | 24 de juny de 1936    | ca. 1936                        | Desapareguda                     |                                                    |
| Valldemossa     | No va existir-ne cap                                 | No va existir-ne cap  | No va existir-ne cap            | No va existir-ne cap             | No va existir-ne cap                               |
| Vilafranca      | Voltadora de Vilafranca                              | Sense dades           | 1963–1999                       | Desapareguda                     | 39° 33′ 57″ N, 3° 05′ 13″ E / 39.56583°N,3.08694°E |